# Shaghik
Shaghik (in armeno Շաղիկ?) è un comune di 85 abitanti (2001) della provincia di Shirak in Armenia.